# Quan hệ Đài Loan – Hoa Kỳ
Quan hệ Đài Loan – Hoa Kỳ là chỉ quan hệ song phương giữa  Hợp chúng quốc Hoa Kỳ và Trung Hoa Dân Quốc. Trước năm 1979, hai bên có quan hệ ngoại giao chính thức, sau đó gián đoạn do Hoa Kỳ và Cộng hòa Nhân dân Trung Hoa thiết lập quan hệ ngoại giao. Tuy nhiên, hai bên vẫn giao lưu chính thức trên một số vấn đề. Sau khi đoạn tuyệt quan hệ ngoại giao, hai bên lập cơ cấu đại diện có tính chất đại sứ quán ở thủ đô đối phương. Do Hoa Kỳ có tính chất quan trọng trong chính trị, kinh tế và quân sự của Trung Hoa Dân Quốc, nên Chính phủ Trung Hoa Dân Quốc nhìn nhận đây là trọng điểm trong công tác ngoại giao.

## Lịch sử quan hệ trước năm 1949
Năm 1854, Công sứ Hoa Kỳ tại Nhật Bản là Townsend Harris đề xuất với Bộ Ngoại giao Hoa Kỳ chủ trương nên mua Đài Loan từ nhà Thanh để củng cố lợi ích thương nghiệp tại châu Á, song vấn đề nô lệ da đen tại Hoa Kỳ lúc bấy giờ ngày càng nghiêm trọng, khiến Hoa Kỳ không muốn can dự vấn đề Đài Loan, đề án này cuối cùng bị phủ quyết.
Ngày 12 tháng 3 năm 1867, tàu buôn hiệu Rover của Hoa Kỳ bị chìm tại duyên hải bờ tây Đài Loan do đâm phải đá ngầm, sau khi mười ba thuyền viên lên bờ đã bị người Bài Loan tại địa phương sát hại vì cho là kẻ xâm lược. Trong sự kiện, duy có một thủy thủ quê Quảng Đông còn sống, ông đi đến Đả Cẩu (nay là Cao Hùng) báo cáo quan phủ triều đình Thanh. Lãnh sự Hoa Kỳ tại Hạ Môn là Charles Le Gendre biết tin liền đến Đài Loan, cố gắng liên hệ trực tiếp với dân nguyên trú, kết quả là bị từ chối cho vào bờ. Tháng 6, quân Mỹ đi báo thù người Bài Loan, hai bên triển khai chiến đấu, kết quả người Bài Loan chiến thắng, quân Mỹ triệt thoái, hành động lần này được gọi trong lịch sử Hoa Kỳ là "viễn chinh Formosa" hoặc "viễn chinh Đài Loan năm 1867". Sau sự việc, thái độ của chính phủ Hoa Kỳ chuyển sang cứng rắn. Triều đình Thanh lo ngại đắc tội với phía Mỹ, phái 500 binh sĩ tiến về phía nam, song trên đường bị cản trở nên không tiến được. Ngày 10 tháng 10, do triều đình Thanh không giải quyết được, Charles Le Gendre tự đi cùng sáu người phiên dịch, giao thiệp trực tiếp với người lãnh đạo tộc Bài Loan là Tauketok, hai bên tiến tới hiệp nghị miệng, đồng ý trao trả thủ cấp của vợ chồng thuyền trưởng Henry và vật phẩm bị cướp, đồng thời đồng ý không tái diễn việc sát hại người bị đắm thuyền. Ngày 28 tháng 2 năm 1869, Charles Le Gendre và Tauketok lại gặp mặt, hai bên chính thức ký kết hiệp định văn bản, sự kiện tàu Rover kết thúc.
Sau khi thất bại trong Chiến tranh Thanh-Nhật, triều đình Thanh ký kết điều ước Shimonoseki cắt nhượng đảo Đài Loan và quần đảo Bành Hồ cho Nhật Bản. Cựu Bộ trưởng Ngoại giao Hoa Kỳ John W. Foster đảm nhiệm công việc cố vấn pháp luật cho Lý Hồng Chương, Lý Kinh Phương, phụ trách hiệp trợ chấp hành việc cắt nhượng Đài Loan. Người Đài Loan lập ra Đài Loan Dân chủ quốc đối kháng với Nhật Bản, đại tổng thống lâm thời là Đường Cảnh Tùng, đại tướng quân là Lưu Vĩnh Phúc. Quân Nhật sau đó dùng vũ lực chiếm lĩnh thành công Đài Loan. Thời kỳ Nhật Bản cai trị Đài Loan, Hoa Kỳ có lãnh sự quán tại Đài Bắc. Do là một thuộc địa của Nhật Bản, sau khi Chiến tranh Thái Bình Dương bùng phát, Đài Loan trở thành một trong các mục tiêu hàng đầu bị Đồng Minh do Hoa Kỳ lãnh đạo tấn công.

### Thập niên 1950
Sau khi Chính phủ Trung Hoa Dân Quốc dời sang Đài Loan, ngày 5 tháng 1 năm 1950, Tổng thống Hoa Kỳ Harry S. Truman tuyên bố tiếp tục viện trợ kinh tế cho Đài Loan:63, "không can thiệp tranh chấp eo biển Đài Loan". Ngày 13 tháng 1, phu nhân của Tưởng Giới Thạch là Tống Mỹ Linh rời Hoa Kỳ đến Đài Loan:1382. Ngày 25 tháng 1, Bộ Ngoại giao Hoa Kỳ đưa ra bằng chứng Liên Xô xâm chiếm Trung Quốc:528. Ngày 10 tháng 2, Bộ Ngoại giao Hoa Kỳ chính thức tuyên bố: Chính phủ Hoa Kỳ thừa nhận Chính phủ Trung Hoa Dân Quốc là chính phủ của Trung Quốc; Bộ Ngoại giao Hoa Kỳ phản đối thi hành trưng cầu dân ý tại Đài Loan để quyết định Đài Loan có nên tiếp tục là một tỉnh của Trung Quốc, ủy thác quản lý, hay thành một nước độc lập. Ngày 15 tháng 3, Ủy ban Ngoại giao của Thượng nghị viện và Hạ nghị viện Hoa Kỳ thông qua đề án cứu viện 50 triệu USD cho Trung Hoa Dân Quốc:529. Ngày 21 tháng 3, Ủy ban Ngoại giao của lưỡng viện thông qua "đề án viện trợ 50 triệu USD":529. Ngày 23 tháng 5, tuyến bay giữa Đài Loan và Hoa Kỳ chính thức khai trương:531. Cùng tháng, Bộ Ngoại giao Hoa Kỳ tuyên bố tiếp tục viện trợ kinh tế cho Trung Hoa Dân Quốc:531. Ngày 25 tháng 6, Chiến tranh Triều Tiên bùng phát:65. Chính phủ Hoa Kỳ quyết định đưa Đài Loan vào hệ thống phòng thủ Thái Bình Dương. Ngày 27 tháng 6, Tổng thống Truman tuyên bố Đệ thất Hạm đội hiệp trợ phòng thủ Đài Loan:65. Hoa Kỳ ngăn chặn bất kỳ cuộc tấn công nào vào Đài Loan, quan hệ được cải thiện nhiều, cuộc chiến này khiến thế giới tự do xem trọng Đài Loan:180. Ngày 29 tháng 6, Bộ trưởng Ngoại giao Hoa Kỳ Dean Acheson trong buổi chiêu đãi ký giả nói rằng "Hạm đội Mỹ phòng hộ Đài Loan, không liên quan đến địa vị Đài Loan".:531 Tháng 7, Tư lệnh Đệ thất Hạm đội Arthur Dewey Struble yết kiến Tưởng Giới Thạch, thảo luận vấn đề tăng cường liên hệ Đài-Mỹ:65. Ngày 29 tháng 7, Bộ Ngoại giao Hoa Kỳ bổ nhiệm Karl L. Rankin làm công sứ tại Trung Hoa Dân Quốc:65. Tháng 8, thống soái liên quân Liên Hợp Quốc tại Triều Tiên là Douglas MacArthur thăm Đài Loan, Tưởng Giới Thạch hai lần tiếp kiến hội đàm, đồng thời lần lượt có phát biểu tuyên bố, Tưởng Giới Thạch phát biểu đàm thoại với MacArthur nhằm thiết lập cơ sở Đài-Mỹ cùng bảo vệ Đài Loan và hợp tác quân sự:65. Tháng 9, Trợ lý Bộ trưởng Ngoại giao Hoa Kỳ về sự vụ Viễn Đông là Dean Rusk phát biểu chính sách Viễn Đông là duy trì hữu nghị truyền thống Mỹ-Trung, tiếp tục viện trợ kinh tế, quân sự cho Đài Loan:65-66. Hoa Kỳ ban bố cấm vận Trung Quốc đại lục:66. Tưởng Giới Thạch lần lượt gọi điện cho MacArthur và Tổng thống Hàn Quốc Lý Thừa Vãn, chúc mừng thắng lợi đổ bộ Incheon, tái chiếm Seoul:66. Ngày 30 tháng 11, Hoa Kỳ phủ quyết đề xuất của đại diện Trung Quốc đại lục về "Vấn đề Hoa Kỳ xâm lược Đài Loan" tại Hội đồng Bảo an Liên Hợp Quốc.
Tháng 2 năm 1951, Cố vấn Bộ Ngoại giao Hoa Kỳ John Foster Dulles đến thăm Đoàn trưởng Hà Thế Lễ của Đoàn đại biểu Đài Loan tại Nhật Bản, trao đổi ý kiến về hòa ước với Nhật Bản:67. Đài-Mỹ lấy phương thức trao đổi công hàm thiết lập "Hiệp định tương trợ phòng thủ":67. Ngày 1 tháng 5, đoàn quân sự Hoa Kỳ viện trợ Trung Hoa Dân Quốc chính thức được thành lập, đến ngày 2 tháng 5 bắt đầu làm việc tại Đài Bắc:326. Ngày 2 tháng 6, văn kiện về tương lai của Đài Loan năm 1950 của Bộ Ngoại giao Hoa Kỳ được Thượng nghị viện công bố:327 Tháng 7, Tưởng Giới Thạch tiếp kiến Thống đốc bang New York Thomas E. Dewey đến thăm Đài Loan, đồng thời triển khai hội đàm.:68 Tháng 10, Tưởng Giới Thạch khi tiếp kiến ký giả của "New York Herald Tribune" có biểu thị rằng các quốc gia chống cộng hành động thống nhất thì mới có thể tránh đại chiến thế giới; đồng thời cảnh cáo các quốc gia đồng minh rằng Trung Quốc cộng sản sẽ xâm phạm Việt Nam.:68
Tháng 2 năm 1953, Tổng thống Hoa Kỳ Dwight D. Eisenhower nghe theo Quốc hội tư vấn, quyết định giải trừ trung lập hóa eo biển Đài Loan, hạ lệnh Đệ thất Hạm đội bãi bỏ thi hành "tuần tra trung lập" eo biển Đài Loan.:72 Tưởng Giới Thạch ra tuyên bố xác nhận động thái này của Eisenhower là hợp lý và là động thái minh bạch.:72 Ngày 27 tháng 2, Hoa Kỳ tuyên bố bổ nhiệm Karl L. Rankin làm đại sứ tại Trung Hoa Dân Quốc, ông trình quốc thư vào tháng 4.:73 Tháng 11, Phó Tổng thống Hoa Kỳ Richard Nixon đến thăm Đài Loan, Tưởng Giới Thạch và Nixon hai lần gặp mặt hội đàm.:75 Tháng 6 năm 1954, Hải quân Trung Hoa Dân Quốc chặn bắt tàu chở dầu "Tuapse" của Liên Xô.:78 Tháng 9, Bộ trưởng Ngoại giao Hoa Kỳ John Foster Dulles sang thăm Đài Loan, cùng Tưởng Giới Thạch hội đàm vấn đề hữu quan Đài-Mỹ:78 Ngày 3 tháng 12, "Hiệp ước Phòng ngự chung Mỹ-Trung" được chính thức ký kết tại Washington D.C..:79
Ngày 20 tháng 1 năm 1955, Quân Giải phóng Nhân dân Trung Quốc tiến hành "Chiến dịch Nhất Giang Sơn" tại ven bờ Chiết Giang, toàn bộ quân đồn trú của Trung Hoa Dân Quốc trên đảo thiệt mạng:79. Ngày 29 tháng 1, Quốc hội Hoa Kỳ thông qua "Nghị quyết Formosa 1955", trao quyền cho Tổng thống Hoa Kỳ có thể sử dụng vũ lực bảo vệ an ninh của Đài Loan. Tháng 2, Bộ Ngoại giao Hoa Kỳ tuyên bố: Hoa Kỳ quyết không tham gia hội nghị quốc tế nào thảo luận vấn đề Đài Loan mà không có đại biểu của Trung Hoa Dân Quốc:80. Tháng 3, Hiệp ước Phòng thủ chung Mỹ-Trung có hiệu lực, Bộ trưởng Ngoại giao Hoa Kỳ John Foster Dulles đến Đài Loan cùng chính phủ Dân Quốc trao đổi văn kiện phê chuẩn, đồng thời yết kiến Tưởng Giới Thạch thảo luận vấn đề hiệp trợ phòng thủ hữu quan:80. Ngày 21 tháng 3:594, Tưởng Giới Thạch nghiêm túc biểu thị với Arthur Ochs Sulzberger của "The New York Times" rằng sẽ nhất định chiến đấu vì Kim Môn-Mã Tổ (hai quần đảo gần bờ biển Trung Quốc đại lục), quyết tâm chiến đấu đến người cuối cùng:80. Ngày 23 tháng 3, Tưởng Giới Thạch biểu thị với Sulzberger rằng phẫn nộ trước việc Đồng Minh kiến nghị chính phủ của ông từ bỏ các đảo duyên hải Trung Quốc đại lục, rằng sẽ sai lầm nếu nghĩ họ bỏ Đại Trần thì cũng sẽ bỏ Mã Tổ-Kim Môn:347 Ngày 16 tháng 3, Tổng thống Dwight D. Eisenhower ra tuyên bố rằng nếu như Trung Quốc đại lục khuếch đại chiến tranh tại Kim Môn, Mã Tổ, Hoa Kỳ sẽ sử dụng vũ khí nguyên tử:594. Ngày 30 tháng 3:594, Eisenhower tuyên bố: Hoa Kỳ quyết định hiệp trợ phòng thủ Kim Môn, Mã Tổ:81. Ngày 3 tháng 4, Bộ trưởng Lục quân Hoa Kỳ Robert T. Stevens đến Đài Loan, ngày 5 tháng 4 dời Đài Loan về Mỹ:594. Tháng 4, Tưởng Giới Thạch tiếp kiến Bộ trưởng Lục quân Hoa Kỳ Stevens, thảo luận vấn đề hữu quan Đài-Mỹ:81. Ngày 4 tháng 4, một đội máy bay tiêm kích của Hoa Kỳ được điều từ Okinawa đến phòng thủ Đài Loan:594. Ngày 23 tháng 4, Chu Ân Lai đề xuất kiến nghị nguyện cùng Hoa Kỳ đàm phán "khủng hoảng Đài Loan", Hoa Kỳ kiên quyết bất kỳ đàm phán nào về Đài Loan đều cần có Trung Hoa Dân Quốc tham gia :595. Ngày 24 tháng 4, Trợ lý Bộ trưởng Ngoại giao W. S. Robertson được cử đến Đài Loan, ngày 27 tháng 4 dời Đài Loan về Mỹ:595. Ngày 26 tháng 4, "Trung tâm Liên lạc Hoa Kỳ-Đài Loan" được tuyên bố chính thức thành lập:595. Tháng 6, Tưởng Giới Thạch đàm thoại với ký giả Hoa Kỳ, một lần nữa trình bày quyết tâm bảo vệ Kim Môn-Mã Tổ, chỉ ra khu vực Đài Loan căng thẳng là do Liên Xô tiếp tục xâm lược Trung Quốc mà ra, quyết không đàm phán theo bất kỳ phương thức nào, nhằm bác bỏ việc Chu Ân Lai tuyên bố tại Hội nghị Banlung rằng "nguyện cùng Hoa Kỳ trực tiếp đàm phán hòa hoãn vấn đề căng thẳng khu vực Đài Loan":81. Tháng 12, Tưởng Giới Thạch tiếp kiến Chủ tịch Ủy ban Ngoại giao Thượng nghị viện Hoa Kỳ, trao đổi ý kiến về thế cục đương thời:83. Tưởng Giới Thạch tiếp kiến Bộ trưởng Hải quân Hoa Kỳ Charles S. Thomas và Hồng y Công giáo Francis Spellman:83.
Tháng 2 năm 1956, Cục Hợp tác Kinh tế Hoa Kỳ tuyên bố năm tài chính 1956 viện trợ kinh tế kỹ thuật hơn 62,9 triệu USD cho Đài Loan:84. Tháng 3, Bộ trưởng Ngoại giao Hoa Kỳ John Foster Dulles đến Đài Loan, Đài-Mỹ cử hành hội nghị hiệp thương:84. Tháng 5, Tưởng Giới Thạch phát biểu diễn thuyết với quan binh đoàn cố vấn quân đội Mỹ, nhấn mạnh muốn cùng phòng thủ Đài Loan và Bành Hồ thì tất phải phòng thủ Kim Môn-Mã Tổ:85. Tháng 7, Phó Tổng thống Hoa Kỳ Nixon đến Đài Loan, cùng Tưởng Giới Thạch họp thảo luận vấn đề lợi ích Đài-Mỹ hữu quan:85. Tưởng Giới Thạch tiếp kiến Chủ tịch Hội đồng Tham mưu trưởng Liên quân Hoa Kỳ Arthur W. Radford, trao đổi ý kiến sâu rộng về cục thế Viễn Đông:85. Tháng 8, Tưởng Giới Thạch gửi thư cho Tổng thống Hoa Kỳ Eisenhower, nói rằng chủ nghĩa trung lập khuyến khích xâm lược, cần tránh cổ vũ cho nó; đồng thời biểu thị Hoa Kỳ tận lực giải phóng nhân dân bị nô dịch trong Bức màn Sắt, quyết tâm hết lòng hợp tác và tin rằng tất sẽ đạt được thành công:85-86. Tháng 11 cùng năm, Hoa Kỳ tổ chức tổng tuyển cử, Eisenhower tái đắc cử tổng thống:87.
Tháng 2 năm 1957, Tưởng Giới Thạch tiếp kiến đoàn điều tra kế hoạch viện trợ nước ngoài của Hoa Kỳ:87. Ngày 20 tháng 3, nam viên chức Lưu Tự Nhiên của Viện Nghiên cứu Thực tiễn Cách mạng Dương Minh Sơn bị Thượng sĩ Robert G. Reynolds của lực lượng Hoa Kỳ trú tại Đài Loan bắn chết. Hai tháng sau, tòa án quân sự Hoa Kỳ lấy lý do "lời buộc tội giết người không đủ chứng cứ" để tuyên Reynolds vô tội và phóng thích, khiến dân chúng Đài Loan xung đột chống Mỹ. Năm 1959, Văn phòng Thông tin Hoa Kỳ Đài Bắc chuyển đến Hội quán Giáo dục Đài Loan cũ, cơ cấu này vốn nằm tại phụ cận đường Trung Sơn và bị phá hủy do sự kiện Lưu Tự Nhiên. Văn phòng Thông tin Hoa Kỳ vào thập niên 1960 là một kênh tin tức trọng yếu của Đài Loan với Âu-Mỹ, sau khi hai bên đoạn tuyệt quan hệ ngoại giao, cơ cấu này chuyển thành Trung tâm Văn hóa Hoa Kỳ.
Tháng 8 năm 1958, sau khi bùng phát pháo chiến Kim Môn, Tổng thống Hoa Kỳ Eisenhower phái Bộ trưởng Ngoại giao John Foster Dulles đến Đài Loan, cùng Tưởng Giới Thạch ra "tuyên bố chung", đồng thời cung cấp vũ khí pháo binh 8-inch, khiến Quốc quân Trung Hoa Dân Quốc phản kích hữu hiệu Đại lục tấn công, tiến thêm một bước để ổn định tình thế hậu chiến.

### Niên đại 1960

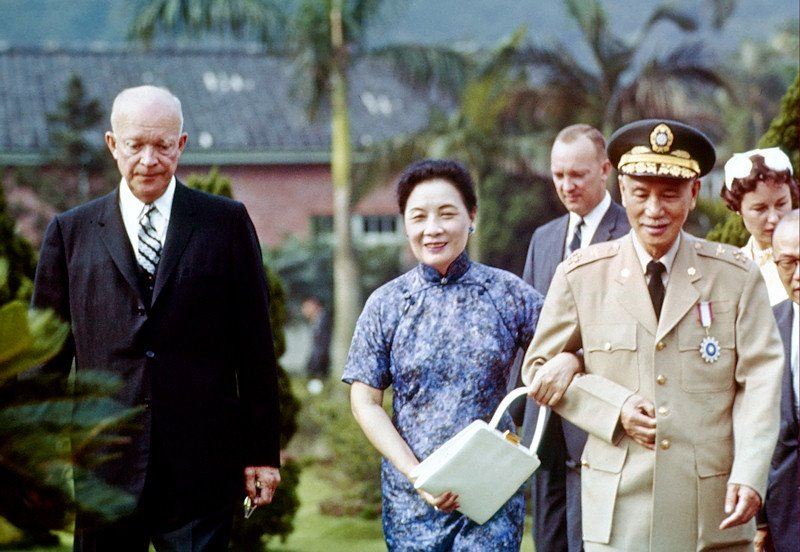
Tổng thống Hoa Kỳ Dwight D. Eisenhower (trái) đến thăm Đài Bắc, Tưởng Giới Thạch (phải), Tống Mỹ Linh (giữa), tháng 6 năm 1960. Phía sau là Đại sứ Hoa Kỳ tại Đài Bắc Everett F. Drumright.

Ngày 18 tháng 6 năm 1960, Tổng thống Hoa Kỳ Eisenhower đến thăm Đài Bắc, đồng thời tại quảng trường trước Phủ Tổng thống diễn thuyết trước nửa triệu người, là tổng thống Hoa Kỳ duy nhất đến thăm Đài Loan khi đương nhiệm.
Ngày 13 tháng 3 năm 1961, Hoa Kỳ trao tặng 10 trục lôi hạm, vận chuyển đến cảng Cao Hùng:667. Ngày 2 tháng 4, Tổng thống Hoa Kỳ John F. Kennedy tuyên bố phản đối Trung Quốc đại lục gia nhập Liên Hợp Quốc, đồng thời tiếp tục thi hành cam kết với chính phủ và nhân dân Trung Hoa Dân Quốc:667. Tháng 7, Phó Tổng thống kiêm Viện trưởng Hành chính viện Trần Thành sang Hoa Kỳ, gặp mặt Tổng thống Kennedy và Phó Tổng thống Lyndon B. Johnson.
Tháng 5 năm 1964, Bộ Ngoại giao Hoa Kỳ tuyên bố đình chỉ viện trợ kinh tế cho Đài Loan vào trung kỳ năm 1965, song vẫn tiếp tục viện trợ quân sự và nông sản:107.
Ngày 31 tháng 8 năm 1965, "Hiệp định địa vị quân Mỹ tại Trung Hoa Dân Quốc" được ký kết tại Đài Bắc, quy phạm phạm vi quản lý tư pháp áp dụng cho quân Mỹ trú tại Đài Loan, tháng 9 Bộ trưởng Quốc phòng Tưởng Kinh Quốc sang Hoa Kỳ, gặp Tổng thống Johnson thảo luận thế cục, đồng thời cùng Bộ trưởng Quốc phòng Hoa Kỳ Robert McNamara phát biểu tuyên bố chung, quyết dựa theo hiệp ước phòng ngự chung để hợp tác mật thiết:110. Tưởng Kinh Quốc ba lần sang Hoa Kỳ, tham quan Cục Tình báo Trung ương, đàm thoại chống cộng với Hoa kiều tại Mỹ, bác bỏ tin đồn Lý Tông Nhân về Đại lục nhằm ly gián quan hệ Đài-Mỹ, hoạt động gần hai tháng tại Hoa Kỳ:521.
Ngày 1 tháng 1 năm 1966, Phó Tổng thống Hoa Kỳ Hubert Humphrey sang thăm Đài Loan
Từ ngày 6 đến ngày 26 tháng 5 năm 1967, Phó Tổng thống Nghiêm Gia Cam sang thăm Hoa Kỳ, gặp Tổng thống Johnson. Phái đoàn đến đặt hoa tưởng niệm tại Nghĩa trang quốc gia Arlington, viếng mộ Kennedy. Sau đó, phái đoàn ghé thăm Căn cứ không quân Patrick, Trung tâm vũ trụ Kennedy, Tòa nhà Liên Hợp Quốc tại New York. Năm 1969, Nghiêm Gia Cam lại sang Hoa Kỳ, đại diện Trung Hoa Dân Quốc dự tang lễ của Eisenhower.

### Niên đại 1970
Ngày 18 tháng 4 năm 1970, Tưởng Kinh Quốc lại sang Hoa Kỳ, lần này ông ở Mỹ trong mười ngày. Trước khi Tưởng Kinh Quốc sang Mỹ, Chủ tịch Liên minh Kiến quốc Độc lập Đài Loan Thái Đồng Vinh gửi thư cho Tổng thống Hoa Kỳ Nixon, yêu cầu đình chỉ viện trợ cho Đài Loan. Khi Tưởng Kinh Quốc đến Los Angeles, Liên minh Kiến quốc Độc lập Đài Loan liền tiến hành tuần hành thị uy phản đối Tưởng Kinh Quốc thăm Mỹ. Ngày 20 tháng 4, Tưởng Kinh Quốc đến Căn cứ Andrews tại ngoại ô Washington D.C., 60 thành viên liên minh này tay cầm biểu ngữ "chúng tôi chính là Đài Loan", "Đài Loan cần tự quyết và tự do", đồng thời hô to khẩu hiệu. Ngày 24 tháng 4, phát sinh âm mưu sát thương Tưởng Kinh Quốc.
Ngày 22 tháng 5 năm 1971, Hàn Quốc, Philippines, Thái Lan, Hoa Kỳ, Việt Nam cộng hòa, Trung Hoa Dân Quốc ký kế thiết lập "Bị vong lục Hiệp nghị Trung tâm Nghiên cứu Phát triển Rau châu Á". Tháng 9, Tổng tham mưu trưởng Lại Danh Thang sang thăm Hoa Kỳ. Ngày 24 tháng 10, Đại hội đồng Liên Hợp Quốc tiến hành biểu quyết về vấn đề quyền đại biểu của Trung Quốc, Hoa Kỳ ủng hộ Trung Hoa Dân Quốc tiếp tục ở lại Liên Hợp Quốc, song cuối cùng không thể vãn hồi cục thế. Đại biểu Mỹ tại Liên Hợp Quốc khi đó sau này trở thành Tổng thống George H. W. Bush. Năm 1971, Bộ trưởng Ngoại giao Hoa Kỳ Henry Kissinger đến thăm Trung Quốc đại lục, năm 1972 Tổng thống Nixon cũng đến Bắc Kinh, và còn ký kết "Thông cáo Thượng Hải", quan hệ Mỹ-Đài bắt đầu lung lay.

### Sau khi cắt đứt quan hệ ngoại giao
Ngày 15 tháng 12 năm 1978, Hoa Kỳ và nước Cộng hòa Nhân dân Trung Hoa ký kết Thông cáo thiết lập quan hệ ngoại giao. Ngày 16 tháng 12, Tổng thống Hoa Kỳ Jimmy Carter tuyên bố từ ngày 1 tháng 1 năm 1979 trở đi, thừa nhận nước Cộng hòa Nhân dân Trung Hoa.:449-450 Hiệp ước phòng thủ chung giữa Hoa Kỳ và Trung Hoa Dân Quốc cũng kết thúc vào ngày 31 tháng 12 năm 1979.:450 Cùng ngày, Tổng thống lâm thời Tưởng Kinh Quốc tuyên bố về việc Mỹ-Trung thiết lập quan hệ ngoại giao, cho rằng Hoa Kỳ bội tín hủy ước; nhấn mạnh tuyệt đối không đàm phán cùng Đảng Cộng sản Trung Quốc.:450 Ngày 17 tháng 12, Bộ trưởng Ngoại giao Hoa Kỳ Warren Christopher dẫn đoàn đến Đài Loan thương thảo quan hệ tương lai giữa Đài Loan và Hoa Kỳ, quần chúng Đài Loan thị uy kháng nghị với đoàn; còn có một lái xe taxi phóng hỏa tự thiêu trước Bộ Ngoại giao để kháng nghị.:450
Chính phủ Hoa Kỳ và Chính phủ Trung Hoa Dân Quốc đoạn tuyệt quan hệ ngoại giao, Đại sứ quán Hoa Kỳ tại Đài Bắc (nay là cục thuế quốc gia Đài Bắc thuộc Bộ Tài chính) đóng cửa, Đại sứ cuối cùng là Leonard S. Unger rời chức vụ vào ngày 19 tháng 1, quân Mỹ đồn trú tại Đài Loan cũng rút đi vào ngày 1 tháng 3. Ngày 26 tháng 4, 150 quân nhân Hoa Kỳ cuối cùng đồn trú tại Đài Loan, gồm đoàn cố vấn viện trợ quân sự rút khỏi Đài Loan。
Năm 1979, Quốc hội Hoa Kỳ thông qua Luật Quan hệ Đài Loan, theo đó Chính phủ Hoa Kỳ cung cấp cho nhà đương cục Đài Loan đãi ngộ bình đẳng như các quốc gia chủ quyền khác. Ngày 10 tháng 4, Tổng thống Hoa Kỳ Jimmy Carter ký "Luật Quan hệ Đài Loan", vẫn duy trì quan hệ ngoại giao thực chất.:450 Hoa Kỳ và Đài Loan thiết lập hiệp định đặc quyền, miễn thuế, quyền miễn trừ giữa các cơ cấu, chính thức ký kết vào ngày 2 tháng 10 tại Washington D.C.:450 Chính sách của Hoa Kỳ như sau:
- Thứ nhất, duy trì và xúc tiến quan hệ thương nghiệp, văn hóa và các loại quan hệ khác một cách rộng khắp, mật thiết và hữu hảo giữa nhân dân Hoa Kỳ và nhân dân Đài Loan; đồng thời duy trì và xúc tiến quan hệ cùng loại giữa nhân dân Hoa Kỳ và nhân dân Trung Quốc đại lục và nhân dân các khu vực Thái Bình Dương khác.
- Thứ hai, cho thấy hòa bình và ổn định của khu vực Thái Bình Dương phù hợp với lợi ích chính trị, an ninh và kinh tế của Hoa Kỳ, và còn là vấn đề quốc tế quan tâm.
- Thứ ba, cho thấy Hoa Kỳ quyết định động thái thiết lập quan hệ ngoại giao với nước Công hòa Nhân dân Trung Hoa, là dựa trên tương lai của Đài Loan được dự kiến quyết định theo một phương thức hòa bình.
- Thứ tư, bất kỳ ý đồ dùng động thái theo phương thức phi hòa bình để quyết định tương lai của Đài Loan, bao gồm sử dụng thủ đoạn chế tài kinh tế và cấm vận, sẽ bị xem là uy hiếp đến hòa bình và ổn định đối với khu vực Tây Thái Bình Dương, và là mối quan tâm nghiêm trọng của Hoa Kỳ.
- Thứ năm, cung cấp vũ khí có tính chất phòng ngự cho nhân dân Đài Loan.
- Thứ sáu, duy trì năng lực của Hoa Kỳ, để kháng cự bất kỳ hành động sử dụng vũ lực, hoặc sử dụng các thủ đoạn cưỡng bách khác, đe dọa đến chế độ an ninh và kinh tế-xã hội của nhân dân Đài Loan.

Hiệp hội Hoa Kỳ tại Đài Loan được thành lập không lâu sau khi Hoa Kỳ thừa nhận ngoại giao Trung Quốc đại lục. Bộ Ngoại giao Hoa Kỳ cung cấp đại bộ phận kinh phí và chỉ đạo hoạt động, Quốc hội Hoa Kỳ đảm nhiệm vai trò giám sát. Cơ cấu có trụ sở tại Washington D.C., văn phòng Đài Bắc, viên chức vượt quá 450 người, cung cấp chức năng như thương nghiệp, nông sản phẩm, dịch vụ du lịch, giao lưu văn hóa, học tập Hoa ngữ, trung tâm mậu dịch, thư viện, đồng thời đặt văn phòng chi nhánh Cao Hùng, văn phòng chi nhánh trực tuyến Đài Trung. Ngày 1 tháng 3, Hoa Kỳ thành lập Ủy ban Điều hiệp sự vụ Bắc Mỹ Trung Hoa Dân Quốc tại Đài Bắc.:450 Ngày 10 tháng 10 năm 1994, văn phòng tại Hoa Kỳ của Ủy ban Điều hiệp sự vụ Bắc Mỹ đổi tên thành Văn phòng Đại diện Kinh tế và Văn hóa Đài Bắc tại Hoa Kỳ.
Twin Oaks từ năm 1937 đến năm 1978 là nơi đặt trụ sở và là tài sản của Đại sứ quán Trung Hoa Dân Quốc tại Hoa Kỳ. Vào ngay trước khi Hoa Kỳ và Trung Quốc đại lục thiết lập quan hệ ngoại giao, nó được bán cho đoàn thể dân sự "Hiệp hội Bạn hữu của Trung Quốc tự do". Tháng 4 năm 1979, "Luật Quan hệ Đài Loan" được thông qua, căn cứ theo đó hành động thừa nhận Trung Quốc đại lục không ảnh hưởng đến quyền sở hữu tài sản vật thể hoặc phi vật thể của nhà đương cục Đài Loan có được hoặc tài sản riêng trước hoặc sau ngày 31 tháng 12 năm 1978. Ngày 5 tháng 2 năm 1986, Bộ Nội vụ Hoa Kỳ liệt địa điểm này là di tích lịch sử.
Niên đại 1980, Chính phủ Hoa Kỳ dưới quyền Tổng thống Ronald Reagan mặc nhận và ủng hộ phong trào ngoài đảng Đài Loan, song đồng thời ủng hộ chính phủ của Tổng thống Tưởng Kinh Quốc. Ngày 14 tháng 7 năm 1982, ngay trước khi ký kết thông cáo với Trung Quốc đại lục, Reagan phái trưởng văn phòng Đài Bắc của Hiệp hội Hoa Kỳ tại Đài Loan dùng phương thức đọc bằng miệng đề xuất với Đài Loan sáu điều bảo đảm "không có thời gian biểu kết thúc bán vũ khí cho quân đội Đài Loan, không sửa đổi Luật Quan hệ Đài Loan, Hoa Kỳ không thương lượng với Bắc Kinh trước khi bán vũ khí cho Đài Loan, Hoa Kỳ không giữ vai trò bên điều giải đàm phán hai bờ eo biển, sẽ không thay đổi lập trường nhất quán về chủ quyền Đài Loan, hai bờ cần giải quyết hòa bình vấn đề này, Hoa Kỳ cũng sẽ không cưỡng bách Đài Loan và Trung Quốc hội đàm, Hoa Kỳ sẽ không thừa nhận chủ trương của Trung Quốc về chủ quyền Đài Loan"
Ngày 15 tháng 10 năm 1984, một người Hoa kiều Mỹ là tác gia Lưu Nghi Lương (bút danh Giang Nam) bị Cục Tình báo của quân đội Trung Hoa Dân Quốc thuê xã hội đen Đài Loan sát hại tại California, sau đó quan hệ giữa Đài Loan và Hoa Kỳ căng thẳng, phía Trung Hoa Dân Quốc thừa nhận sự việc do nhân viên cục tình báo ra lệnh, song nhấn mạnh nhân viên này độc đoán hành sự, đồng thời bắt giữ Cục trưởng Tình báo Uông Hi Linh, Phó Cục trưởng Hồ Nghi Mẫn.

### Sau dân chủ hóa
Ngày 16 tháng 11 năm 1993, Cựu Tổng thống Hoa Kỳ George H. W. Bush đáp chuyên cơ đến Đài Loan, vợ chồng Tổng thống Lý Đăng Huy và một số quan chức khác đến sân bay tiếp đón. Sau đó, ngoài gặp mặt Tổng thống Lý Đăng Huy ra, ông còn phát biểu diễn thuyết tại Đài Bắc. Ngày 10 tháng 10 năm 1994, cơ cấu đại diện của Trung Hoa Dân Quốc tại Hoa Kỳ đổi tên thành Văn phòng Đại diện Kinh tế và Văn hóa Đài Bắc tại Hoa Kỳ.
Tháng 6 năm 1995, Tổng thống Lý Đăng Huy lấy thân phận cá nhân sang Hoa Kỳ, đồng thời tại Đại học Cornell có phát biểu diễn giảng, trở thành nguyên thủ quốc gia đương nhiệm đầu tiên của Trung Hoa Dân Quốc sang Hoa Kỳ, nghị viên của Quốc hội Hoa Kỳ và phía Đại học Cornell đều gọi ông là Tổng thống Đài Loan.
Năm 1996, trước khi Trung Hoa Dân Quốc tiến hành công dân bầu cử trực tiếp tổng thống, Trung Quốc đại lục bắn phi đạn loại tên lửa đất đối đất M9, xác định mục tiêu tại vùng biển gần Đài Loan dẫn đến khủng hoảng eo biển Đài Loan. Hoa Kỳ nhận thấy hành động của Trung Quốc đại lục trái với thỏa thuận ký năm 1972, theo đó giải quyết hòa bình vấn đề Đài Loan. Tổng thống Hoa Kỳ Bill Clinton phái nhóm tàu USS Independence của Đệ thất Hạm đội đến eo biển Đài Loan, hàng không mẫu hạm USS Nimitz tại Ấn Độ Dương cũng suất 8 tàu hướng đến eo biển Đài Loan.
Ngày 21 tháng 9 năm 1999, miền trung Đài Loan xảy ra động đất mạnh, Tổng thống Hoa Kỳ Clinton trong ngày gửi lời chia buồn và đề nghị trợ giúp, cũng trực tiếp liên hệ với chính phủ Đài Loan để xác định loại hình viện trợ. Các đơn vị như USAID triển khai nhân viên và thiết bị hiện đại đến Đài Loan tham gia công tác cứu hộ, trong đó Lockheed C-5 Galaxy đáp xuống Đài Trung. Ngày 28 tháng 9 năm 1999, con trai của cựu Tổng thống George H. W. Bush là Neil Bush sang Đài Loan, đại diện cho tổ chức từ thiện của Hoa Kỳ tặng 1,6 tấn vật tư y tế cho Đài Loan.

Ngày 15 tháng 6 năm 2004, Tổng thống Hoa Kỳ George W. Bush ký luật xúc tiến Đài Loan trở thành quan sát viên Tổ chức Y tế Thế giới (WTO), trao quyền cho Bộ trưởng Ngoại giao lập kế hoạch, trong hội nghị thường niên của WHO ủng hộ vị thế quan sát viên cho Đài Loan. Ngày 19 tháng 9 năm 2008, Đoàn đại biểu Hoa Kỳ tại Liên Hợp Quốc lần đầu tiên phát biểu rõ ràng "giúp đỡ Đài Loan tham dự có ý nghĩa cơ quan chuyên môn của Liên Hợp Quốc". Phát biểu này chỉ ra, để phối hợp với chính sách một Trung Quốc của Hoa Kỳ, Hoa Kỳ giúp đỡ Đài Loan tham dự các tổ chức không yêu cầu hội viên có tư cách quốc gia, bao gồm Tổ chức Thương mại Thế giới (WTO) và Diễn đàn Hợp tác Kinh tế châu Á - Thái Bình Dương (APEC). Ngày 4 tháng 10, Bộ Quốc phòng Hoa Kỳ tuyên bố bán vũ khí cho Đài Loan nhằm cải thiện năng lực phòng vệ của Đài Loan, duy trì ổn định chính trị, song sẽ không thay đổi cán cân quân sự khu vực, nhấn mạnh hợp đồng bán vũ khí này phù hợp với quy định của "Luật Quan hệ Đài Loan".
Tháng 8 năm 2009, Nam Đài Loan xảy ra thiên tai do Bão Morakot, quân đội Hoa Kỳ phái máy bay trực thăng quân dụng hạng nặng đến Đài Loan hiệp trợ chi viện hậu cần cứu nạn. Tổng cộng trong bảy ngày quân Mỹ thực hiện nhiệm vụ cứu nạn, có 75 lần xuất phát
Ngày 29 tháng 1 năm 2010, Bộ Quốc phòng Hoa Kỳ công bố kế hoạch bán vũ khí cho Đài Loan, tổng trị giá vượt quá 6 tỷ USD, bao gồm hệ thống tên lửa MIM-104 Patriot, máy bay trực thăng UH-60 Black Hawk, tên lửa AGM-84 Harpoon, trục lôi hạm và các loại khác, song không bao gồm máy bay F-16C/D như phía Đài Loan yêu cầu. Từ ngày 17 tháng 12 cùng năm đến ngày 24 tháng 1 năm 2011, Hiệp hội Hoa Kỳ tại Đài tổ chức triển lãm "Dấu chân người Mỹ tại Đài Loan 1950~1980" tại Thư viện Quốc gia Trung Hoa Dân Quốc.
Cựu Tổng thống Trần Thủy Biển từng đề cập đến quan hệ Đài-Mỹ, nói rằng ông trong thời gian tại nhiệm là người đại diện cho Chính phủ Hoa Kỳ, nghe lệnh từ Hiệp hội Hoa Kỳ tại Đài Loan. Phía Mỹ phủ nhận việc này, song theo tài liệu của Hiệp hội Hoa Kỳ tại Đài Loan mà WikiLeaks công bố thì cơ cấu này được gọi là "phòng xưng tội nhân vật chính trị Lam-Lục", đã cho thấy nhân vật chính trị cao cấp đến Hiệp hội Hoa Kỳ tại Đài Loan đàm thoại, trao đổi ý kiến ở mức độ cao, rất thành thực với Hiệp hội; nhiều quan chức chính phủ Trung Hoa Dân Quốc bỏ qua hệ thống chính phủ mà đi báo cáo tin tức trọng yếu cho Hiệp hội Hoa Kỳ tại Đài Loan. Do đó, có nhận định Hiệp hội Hoa Kỳ tại Đài Loan là Phủ tổng đốc ngầm của Đài Loan.
Ngày 1 tháng 1 năm 2015, đại diện của Đài Loan tại Hoa Kỳ cử hành nghi thức thượng cờ tại Twin Oaks, Washington D.C. Trung Quốc đại lục lập tức phản đối Hoa Kỳ, song phía Bộ Ngoại giao Hoa Kỳ nói rằng họ không biết trước sự việc, cảm thấy thất vọng trước hành vi như vậy của phía Đài Loan, và nói rằng Hoa Kỳ hy vọng Đài Loan đảm bảo không xảy ra sự kiện tương tự.
Ngày 2 tháng 12 năm 2016, Tổng thống Thái Anh Văn và Tổng thống đắc cử Mỹ Donald Trump nói chuyện qua điện thoại trong 10 phút, là điện tín đầu tiên giữa nguyên thủ đương nhiệm hoặc đắc cử hai bên kể từ khi đoạn tuyệt quan hệ vào năm 1979. Cuộc nói chuyện chủ yếu trao đổi quan điểm về quan hệ Đài Loan và Hoa Kỳ, tình hình khu vực quốc tế và bán vũ khí cho Đài Loan, hai người cũng chúc mừng lẫn nhau đắc cử tổng thống.
Ngày 12 tháng 12 năm 2017, Tổng thống Hoa Kỳ Donald Trump ký ban hành "Luật Uỷ quyền Quốc phòng 2018", trong đó chính sách với Đài Loan bao gồm Hoa Kỳ nên mời quân đội Đài Loan tham gia các cuộc diễn tập quân sự như "Exercise Red Flag", Hoa Kỳ cần tiến hành giao lưu sĩ quan và quan chức cấp cao giữa Hoa Kỳ và Đài Loan để cải thiện quan hệ hai quân đội, ủng hộ việc mở rộng chương trình huấn luyện cho quân nhân Đài Loan tại Hoa Kỳ, xem xét tính phù hợp và khả thi của việc tái lập thăm viếng giữa tàu hải quân hai bên, dự kiến tăng cường giao lưu quân sự Đài-Mỹ.
Ngày 16 tháng 3 năm 2018, Tổng thống Donald Trump ký kết "Luật Lữ hành Đài Loan", theo đó cho phép giao thiệp ngoại giao cấp cao giữa các quan chức Đài Loan và Hoa Kỳ, và khuyến khích viếng thăm giữa các quan chức chính phủ của Hoa Kỳ và Đài Loan ở mọi cấp độ. Luật này khiến Trung Quốc đại lục phẫn nộ
Tháng 8 năm 2018, Tổng thống Thái Anh Văn sang thăm Paraguay và Belize có quá cảnh tại Hoa Kỳ, đó là lần đầu tiên sau năm 1979 một tổng thống Trung Hoa Dân Quốc đến thăm đơn vị đại diện của chính phủ tại Hoa Kỳ, và thăm cơ quan liên bang của Hoa Kỳ. Ngày 21 tháng 8 năm 2018, Trung Hoa Dân Quốc và El Salvador đoạn tuyệt quan hệ ngoại giao, Nhà Trắng sau đó tuyên bố sẽ đánh giá lại quan hệ với El Salvador, dù trước đó Hoa Kỳ vốn hiếm khi đưa ra quan điểm về ngoại giao của Đài Loan.

## Cơ cấu đại diện không chính thức
Ngày 1 tháng 1 năm 1979, Hoa Kỳ và Trung Quốc đại lục thiết lập quan hệ ngoại giao, từ đó giữa Hoa Kỳ và Đài Loan không tồn tại quan hệ ngoại giao chính thức. Tuy nhiên, Hoa Kỳ thông qua "Luật Quan hệ Đài Loan", thiết lập "Hiệp hội Hoa Kỳ tại Đài Loan" để duy trì quan hệ phi chính thức với Chính phủ Trung Hoa Dân Quốc.
Ngày 1 tháng 3 năm 1979, Hành chính viện Trung Hoa Dân Quốc thiết lập "Hiệp hội Điều hiệp sự vụ Bắc Mỹ", là cơ cấu điều phối tại Hoa Kỳ, do Bộ Ngoại giao quản lý, cơ cấu này về bản chất là đại sứ quán và đến ngày 10 tháng 10 năm 1994 được đổi tên thành "Văn phòng Đại diện Kinh tế và Văn hóa Đài Bắc tại Hoa Kỳ".
- Văn phòng Đại diện Kinh tế và Văn hóa Đài Bắc tại Hoa Kỳ đặt tại Washington D.C., ngoài ra có văn phòng tại Boston, New York, Atlanta, Miami, Houston, Los Angeles, San Francisco, Seattle, Denver, Honolulu, Guam[42]
- Hiệp hội Hoa Kỳ tại Đài Loan đặt tại Đài Bắc, ngoài ra có văn phòng chi nhánh tại Cao Hùng.[43] và văn phòng chi nhánh trực tuyến Đài Trung.[44]

## Kinh tế
Hiệp hội Phát triển Mậu dịch Đối ngoại Trung Hoa Dân Quốc thành lập văn phòng tại New York, và thiết lập trung tâm mậu dịch tại Los Angeles, Chicago, San Francisco, Miami. Cục Mậu dịch Quốc tế thuộc Bộ Kinh tế cũng thiết lập tổ kinh tế thuộc Văn phòng Đại diện Kinh tế và Văn hóa Đài Bắc tại Hoa Kỳ, và lập tổ kinh tế tại các văn phòng tại New York, Los Angeles, Chicago, Houston, Boston, Atlanta.
Năm 2014, Hoa Kỳ là đối tác thương mại lớn thứ nhì của Đài Loan, đứng thứ ba về nhập khẩu cũng như xuất khẩu; Đài Loan là đối tác nhập khẩu lớn thứ 6 tại châu Á và lớn thứ 12 của Hoa Kỳ, là đối tác xuất khẩu lớn thứ 5 tại châu Á và lớn thứ 14 của Hoa Kỳ. Kim ngạch xuất khẩu của Đài Loan sang Hoa Kỳ là 34,8 tỷ USD, tăng trưởng 7,07%/năm; kim ngạch nhập khẩu từ Hoa Kỳ là 27,4 tỷ USD, tăng trưởng 8,814%/năm. Xuất siêu của Đài Loan trong năm này đạt 7,4 tỷ USD, tăng 1,098% so với năm trước. Năm 2015, kim ngạch xuất khẩu của Đài Loan sang Mỹ là 34,2 tỷ USD, kim ngạch nhập khẩu từ Hoa Kỳ là 26,4 tỷ USD, xuất siêu 7,8 tỷ USD.
Sản phẩm xuất khẩu chủ yếu của Đài Loan sang Hoa Kỳ là: sản phẩm thông tin-truyền thông, vi mạch, điện tử, xe đạp, phụ tùng ô tô, nhựa và chế phẩm; sản phẩm nhập khẩu chủ yếu của Đài Loan từ Hoa Kỳ là: linh kiện bán dẫn, vi mạch, dụng cụ hàng không dân dụng, phế liệu chứa sắt và sắt vụn và phôi thép nấu chảy lại, cũng như than đá, than bánh và nhiên liệu rắn từ than.
Thương phẩm của Đài Loan trên thị trường nhập khẩu Hoa Kỳ chiếm tỷ lệ cao nhất 4,72% vào năm 1991, giảm xuống còn 1,82% vào năm 2008, và 1,73% vào năm 2014. Các sản phẩm chủ lực được bán tại Hoa Kỳ chủ yếu là các loại điện cơ điện tử, vào năm 2014 loại sản phẩm này chiếm 36,38% kim ngạch, tăng 6,2% so với năm trước
Căn cứ theo thống kê của Bộ Kinh tế Trung Hoa Dân Quốc, Hoa Kỳ là quốc gia đầu tư nước ngoài và công nghệ nguồn quan trọng. Từ tháng 1 năm 1952 đến tháng 2 năm 2015, có 5.151 dự án đầu tư của Hoa Kỳ, tổng kim ngạch đầu tư là 22,6 tỷ USD, là nhà đầu tư lớn thứ nhì tại Đài Loan, chiếm 17,58%; đồng thời kỳ, đầu tư của Đài Loan sang Hoa Kỳ có 5.304 dự án, tổng kim ngạch đạt 13,8 tỷ USD, là nước Đài Loan đầu tư nhiều thứ nhì, chiếm 15,31%.